# 진세키군
진세키군(일본어: 神石郡, じんせきぐん)은 일본 히로시마현에 있는 군이다.
인구 7,303명, 면적 381.98km², 인구밀도 19.1명/km².(2025년 2월 1일, 추계인구)
한 개의 정으로 이루어져 있다.
- 진세키코겐정(神石高原町)

## 역사
- 2004년 11월 5일 - 산와 정·진세키 정·유키 정 및 도요마쓰 촌이 합병(신설 합병)해 진세키코겐 정이 성립하였다.